# Sojuz MS-06
Sojuz MS-06 (ryska: Союз МС-06) var en flygning i det ryska rymdprogrammet, till Internationella rymdstationen (ISS). Farkosten sköts upp med en Sojuz-FG-raket, från Kosmodromen i Bajkonur den 12 september 2017. Några timmar efter uppskjutningen dockade farkosten med rymdstationen.
Flygningen transporterade Aleksandr Misurkin, Mark T. Vande Hei och Joseph M. Acaba till rymdstationen. Alla tre var del av Expedition 53 och 54.
Farkosten lämnade rymdstationen den 28 februari 2018. Några timmar senare återinträdde den i jordens atmosfär och landade i Kazakstan.
I och med att farkosten lämnade rymdstationen så var Expedition 54 avslutad.

## Besättning
| Befälhavare    | Aleksandr Misurkin, RSA Hans andra rymdfärd Expedition 53 / 54  |
| Flygingenjör 1 | Mark T. Vande Hei, NASA Hans första rymdfärd Expedition 53 / 54 |
| Flygingenjör 2 | Joseph M. Acaba, NASA Hans tredje rymdfärd Expedition 53 / 54   |

## Reservbesättning
| Befälhavare    | Aleksandr Skvortsov, RSA |
| Flygingenjör 1 | Scott D. Tingle, NASA    |
| Flygingenjör 2 | Shannon Walker, NASA     |